# Valun
Il Valun è un traghetto appartenente alla compagnia di navigazione croata Jadrolinija.

## Servizio
Varato il 26 maggio 1983 nel cantiere navale Hayashikane SB & Eng. Co. di Nagasaki con il nome di Koraku Maru e consegnato nel luglio successivo alla Utaka Kokudo Ferry, prende servizio nei collegamenti tra Uno e Takamtsu.

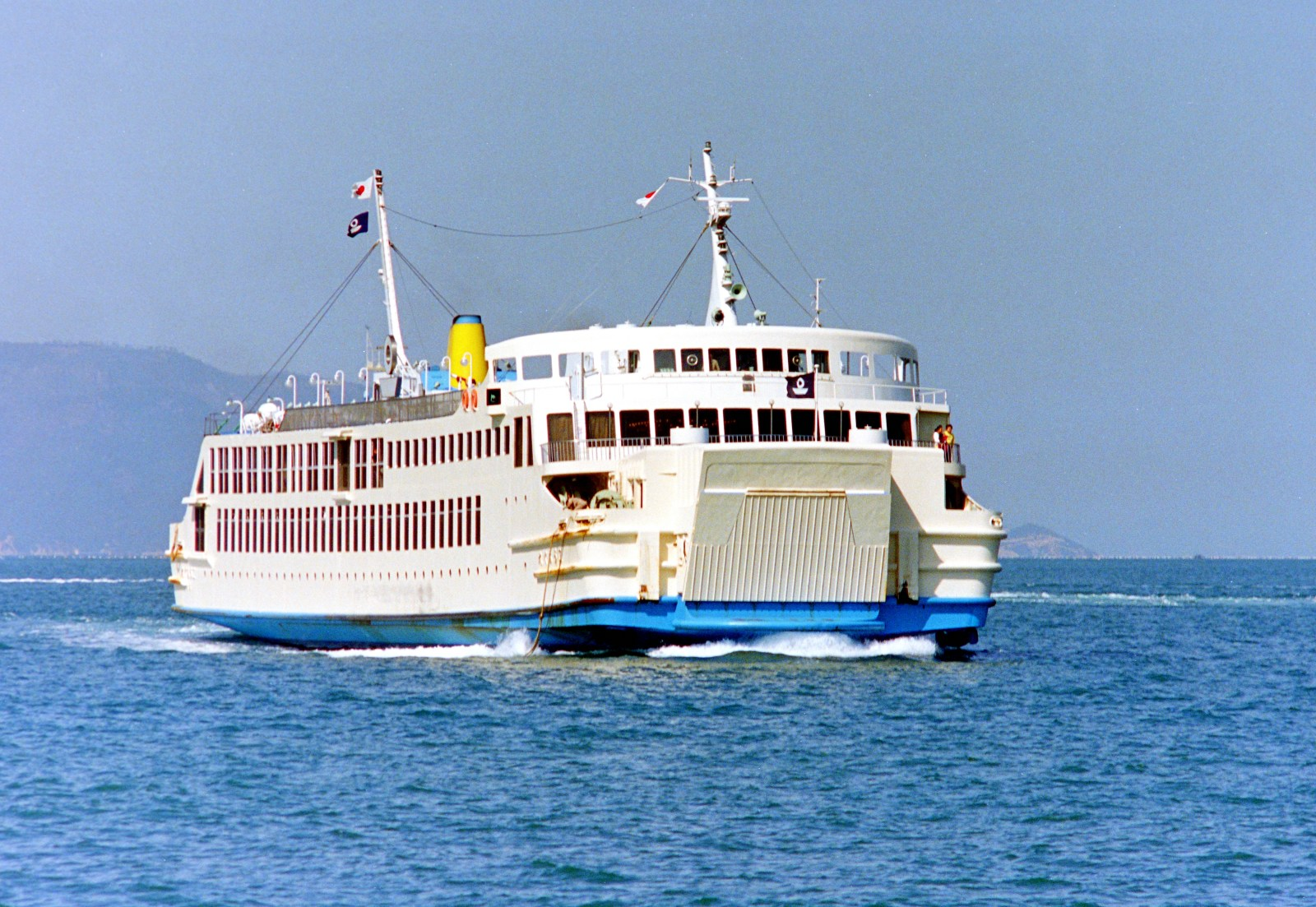
L'Koraku Maru in navigazione nel 1988.

Nel 1998 viene disarmato e messo in vendita.
Nel settembre del 1998 viene venduto alla croata Jadrolinija e, ribattezzato Valun, prende servizio nei collegamenti tra Spalato e San Pietro di Brazza.
Nel 2007 viene trasferito nei collegamenti tra Spalato e Cittavecchia e nel 2008 in quelli tra Spalato e Rogač.
Nel maggio del 2009 torna brevemente ad operare nei collegamenti tra Spalato e Cittavecchia e nel mese successivo viene spostato in quelli tra Zara e Brbinj. Nello stesso anno torna in servizio sulla propria rotta.
Nell'ottobre del 2009 viene trasferito nei collegamenti tra Spalato e Rogač.
Da luglio a settembre del 2010 opera nei collegamenti tra Valbisca e Smergo. Nello stesso mese viene trasferito sulla Prapratno-Sobra, fino ad ottobre, quando si sposta di nuovo nei collegamenti tra Spalato e Rogač.
Da maggio a settembre del 2011 opera nei collegamenti tra Valdbisque e Merag. A ottobre torna in servizio sulla Prapratno-Sobra.
Nel maggio del 2012 viene trasferito nei collegamenti tra Spalato e Lissa.
Da giugno a luglio del 2012 opera anche nei collegamenti tra Spalato e Rogač. Nello stesso mese viene trasferito sulla Valdibiska-Merag.

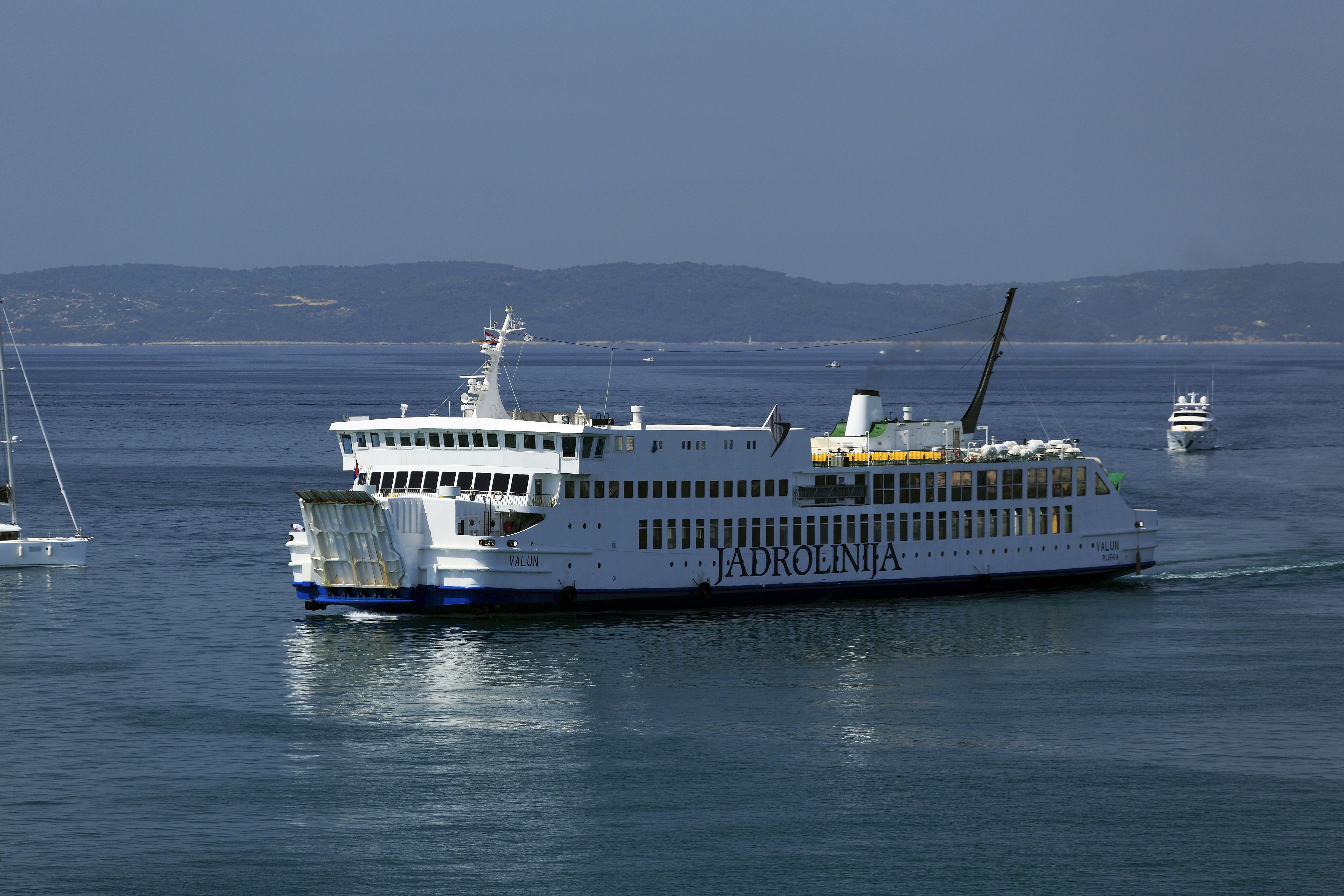
Il Valun in navigazione nel 2018.